# Ardee
Ardee (irl. Baile Átha Fhirdhia) – miasto w hrabstwie Louth w Irlandii. Miasto jest położone ok. 12 km od Dundalk i Droghedy. Liczba mieszkańców: 4 928 (2016).